# GANG PARADE
GANG PARADE（ギャングパレード）は、日本の女性アイドルグループ。WACK所属。略称は「ギャンパレ」。キャッチフレーズは「みんなの遊び場」で、ファンは遊び人と呼ばれる。

## 概要
2014年7月、カミヤサキと、ミズタマリにより、「プラニメ」結成を発表。レーベルはT-Palette Recordsへの所属となった。2015年6月1日より「Period Of Plastic 2 Mercy」の頭文字を取った「POP」（ピーオーピー）へ改名するも、2016年6月17日には再び改名、グループ名を「GANG PARADE」とする。2019年4月17日にはWACKとワーナーミュージック・ジャパンのジョイントベンチャーとして設立された新レーベル“FUELED BY MENTAIKO”からのメジャーデビュー。2020年3月28日のWACK合同オーディション2020最終日の結果発表でGO TO THE BEDSとPARADISESの2チームに分裂することが発表され、GANG PARADEとしての活動は同年5月22日をもって停止していた。2022年1月1日に再始動を告知し、同月2日にSpotify O-WESTでライブを開催し再始動した。

## 沿革

### プラニメ(2014年7月～2015年5月)

#### 2014年
7月、横浜アリーナで行われた「BiS解散LIVE『BiSなりの武道館』」にて、元BiSのカミヤサキと、元いずこねこの茉里改めミズタマリにより、「プラニメ」結成を発表。ユニット名は2人の好きなアニメやコスプレをきっかけとして、関東出身のカミヤと関西出身のミズタが距離を越えて力を合わせる意味と、「面積計」を意味するプラニメータ(Planimeter)から生まれた造語で、語呂の良さからも決定した。8月2・3日のTOKYO IDOL FESTIVAL 2014にて初ステージ。レーベルもT-Palette Recordsへの所属が決定し、以後、2枚のシングルをリリース。

#### 2015年
4月1日、ミズタマリが「意見の相違」により5月31日をもってプラニメを脱退するとともに、新メンバーのオーディションを実施することを発表。

### POP(2015年5月～2016年6月)

#### 2015年
6月1日より「Period Of Plastic 2 Mercy」の頭文字を取った「POP」（ピーオーピー）へ改名するとともに、オーディションによって選ばれた4人のメンバーを加え5人編成で再始動。略称の「ピオピ」は、同じ事務所のアイナ・ジ・エンド（BiSH）が名付けた。8月9日、東京・代官山UNITで開催されたワンマン・ライブ「Period Of Plastic 2 Mercy」にてカミヤサキが「度重なる禁止事項に抵触した」との理由で、この日をもって無期限活動休止することがアナウンスされた。
12月5日に東京・下北沢SHELTERで開催されるワンマン・ライブ「COME BACK MY...」にあわせ、カミヤサキがグループ復帰をかけた100kmマラソンを実施。12月4日11時30分に山梨・富士急ハイランドから走り始め、100km地点にある下北沢SHELTERに24時間以内にたどり着けばそのままライブに出演、たどり着かなければ脱退することとなった。12月5日、100kmマラソンを完走。下北沢SHELTERでのワンマン・ライブ出演を果たし、活動を再開。また、10月5日、以降のライブ中におけるダイブ・リフト・モッシュ、その他の危険行為が禁止事項となった。

### GANG PARADE(2016年6月～2020年5月)

#### 2016年
6月17日、グループ名の「GANG PARADE」への改名を発表。7月20日、シグサワアオが家族の応援を得られなかった為、TOKYO IDOL FESTIVAL 2016をもってGANG PARADEを脱退することを発表。10月1日、9月15日から休養していたイヌカイマアヤが家庭の事情で脱退。
10月にはワンマン・ライブ「Barely Last TOUR」を名古屋・大阪で開催。10月2日の名古屋公演では新メンバー・キャン・マイカを披露した他、ファンの総称は「遊び人」とすること、ライブ中の写真撮影・動画撮影は可能とすること、ダイブ・リフト・モッシュなどの危険行為は禁止とする「ギャンパレ3カ条」を発表した。10月6日、WACK代表である渡辺淳之介のTwitter上に公開された動画で、BiSの公式ライバルグループとして結成されるも、お披露目ライブ翌日に活動休止となったSiSの元メンバー、ココ・パーティン・ココ、テラシマユウカ、ユイ・ガ・ドクソンのグループ加入とWACK所属、さらに11月13日に東京・新宿BLAZEで開催されるワンマン・ライブ「Barely Last」でお披露目されることが発表された。
同公演では、7人体制初となるシングル「Plastic 2 Mercy」の発売と、12月3日・4日の2日間、メンバー同士のマラソン対決を行うことが発表された。東京〜熱海間の往復約200kmのコースを、カミヤサキは一人で200kmを走り、カミヤ以外のメンバー6人は分担して200kmを走る対抗戦で、両チームともに往路の約100kmを走破したが、スタッフの判断により、復路はカミヤも含めた7人で100km先のゴールを目指すことに変更。往復約40時間をかけて、12月5日の7時頃に7人全員でゴールし、完走を果たした。
12月15日、キャン・マイカが週刊ヤングジャンプ「サキドルエースSURVIVAL SEASON6」に参加。2017年3・4合併特大号にグラビア掲載。

#### 2017年
1月27日、WACK所属のBiS、BiSH、GANG PARADEの新メンバーを募集する合同オーディションの開催を発表。最終審査は3月28日から4月2日に首都圏近郊で合宿形式で行われ、この合宿にはGANG PARADEよりユメノユア、テラシマユウカが参加。
4月2日、神奈川・横浜赤レンガ倉庫イベント広場で行われたフリーイベント「WACK EXHiBiTiON」にてBiS、BiSH、GANG PARADEの新メンバーを決める合同オーディションの結果を発表。オーディションの結果、BiSHとGANG PARADEは新メンバー該当者なし。併せて、GANG PARADEのカミヤサキとBiSのアヤ・エイトプリンスを、9月末までの期間限定で“レンタルトレード”することが発表された。
4月25日、キャン・マイカが初めて作詞を担当したカップリング曲を含むシングル「FOUL」を発売。
7月7日、恵比寿リキッドルームにてBiSHとのツーマン・ライブ「THE DUEL」開催。
7月25日、レンタルトレード期間中の体制で、シングル「Beyond the Mountain」を発売。併せて7月8日から7月30日まで、ワンマンライヴ・ツアー「Beyond the Mountain TOUR」を全国5か所にて開催。
8月6日、東京・赤坂BLITZで開催が予定されていたBiSの全国ツアー「BAD SOCiAL TOUR」最終公演「IDOL is DEAD」の延期決定を受け、GANG PARADEとBiSHが出演する代替公演「SORRY!! NEXT BiS ONEMAN is 10.6!!」を開催。同公演にて10月から、GANG PARADEとBiSのツーマンツアー「HELL!! CLASH!! BREAK!! TOUR」開催と、当初9月末までを予定していたアヤ・エイトプリンスとカミヤサキの“レンタルトレード”期間の無期限延長決定が併せて発表された。
10月2日、BiSH、BiS、GANG PARADEメンバーからなるシャッフルユニット・SAiNT SEXの結成を発表。ユニットにはBiSHのアイナ・ジ・エンドとアユニ・D、BiSのプー・ルイとカミヤサキ、GANG PARADEのユメノユア、ヤママチミキ、アヤ・エイトプリンスが参加。10月18日、SAiNT SEXの“Tシャツ付きシリアルナンバー入りCD”「WACK is FXXK」を、タワーレコード限定で2000枚での限定生産にてリリース。
11月21日、メンバー増員後、初めてのアルバム『GANG PARADE takes themselves higher!!』発売。同日、アルバムと同タイトルのワンマンライブを東京・恵比寿LIQUIDROOMにて開催。
12月6日、BiSH、BiS、GANG PARADE、EMPiREのマネジメントを行うWACKと、WACK所属アーティストらの楽曲制作を手がける松隈ケンタ率いるSCRAMBLESの設立3周年記念アルバム『WACK & SCRAMBLES WORKS』発売。BiSH、BiS、GANG PARADE、EMPiREのシャッフルメンバーによるカバー8曲に加え、SAiNT SEX「WACK is FXXK」、EMPiREの初CD音源も収録。
12月8日、東京・Zepp DiverCity TOKYOで開催された所属事務所のWACK主催イベント「WACKのフェス。」に出演。SAiNT SEXが持ち曲「WACK is FXXK」をパフォーマンス。終了後にWACK代表の渡辺がステージに登場し、SAiNT SEXの解散を発表。この日の公演が同ユニットのラストライブとなった。さらにカミヤとアヤのレンタルトレードを2018年3月3日で解除することを発表。3月4日に東京・両国国技館で行われるワンマンライブ「BiS 2nd BEGiNNiNG TOUR FiNAL WHO KiLLED IDOL??」にGANG PARADEも登場し、“レンタルトレード終了の儀”を行うことを宣言した。
12月30日、ユイ・ガ・ドクソンがWACKのインディーズレーベルからソロデビューする事が決定。

#### 2018年
2月7日、ココ・パーティン・ココが6:00に静岡・熱海を出発点とし、24時間以内に東京・半蔵門のゴールを目指す100kmマラソンを行う。ココはWACK所属の4グループ25名によるWACK総選挙「VOTE!!WACK!!」で「最下位もしくは1位になったら100kmマラソン」というマニフェストを発表。結果は11位となったが、マニフェストとは無関係に100kmマラソンを行うことが決定した。
2月16日、2月20日リリースのシングル「BREAKING THE ROAD」のカップリングに「とろいくらうに食べたい」と題した楽曲が収録されていることにちなみ、すしチェーン店「すしざんまい」とのコラボレーションキャンペーンが、東京・すしざんまい渋谷道玄坂センタービル店、渋谷東急本店前店、渋谷東口店の3店舗にて3月11日までの期間限定で実施。期間中はコラボメニュー提供のほか、店内にポスターが掲出され、BGMにGANG PARADE楽曲が使われた。
2月20日、BiSに在籍中のカミヤとレンタルトレード中のアヤが在籍する体制でのラストの作品となるシングル「BREAKING THE ROAD」発売。
3月4日、BiS東名阪ツアー「BiS 2nd BEGiNNiNG TOUR」のツアーファイナルとなるワンマンライブ「BiS 2nd BEGiNNiNG TOUR FiNAL WHO KiLLED IDOL??」が東京・両国国技館で開催され、BiSとGANG PARADEのメンバーが渡辺と共に登場。“レンタルトレード終了の儀”が執り行われた。
3月6日、合宿型オーディション「WACK合同オーディション2018」実施が発表され、3月12日から18日まで行われるこの合宿に、GANG PARADEよりキャン・マイカが参加。合宿の模様は、ニコニコ生放送で生中継されることが決定した。
3月18日、大阪・大阪城音楽堂にて、WACK所属グループが一堂に会するフリーイベント「WACK EXHiBiTiON」開催。このイベント内で「WACK合同オーディション2018」の結果が発表され、WACKメンバーでのポイント競争で最下位となったキャン・マイカは「GANG PARADEを一生背負っていく」として、キャン・GP・マイカに改名することが決定。またGANG PARADEにはリソリソ（ハルナ・バッ・チーン）、ヨコヤマヒナ（月ノウサギ）が加入し、4月17日の東京・Zepp DiverCity TOKYOのワンマンでお披露目されることになった。
4月17日、シングル「GANG 2」リリースにあわせて、東京・Zepp DiverCity TOKYOでワンマンライブ「GANG 2」を開催。
5月29日、シングル「GANG 2」を初回限定盤と通常盤の2形態で発売。初回限定盤にはグループ初の映像作品となる、2月23日の東京・マイナビBLITZ赤坂でのワンマンライブ「MAKING THE ROAD」のライブ映像を収めたDVDが付属。
6月12日、ユイ・ガ・ドクソン ソロデビュー・シングル「Like a virgin」発売。
6月24日、WACKが「まだ何もしていませんが、先に謝罪しときます。私たちは間違えます。」をコンセプトに所属アーティストが先に謝罪するキャンペーン「先に謝罪キャンペーン」の実施を発表。同日から28日までの5日間、全国のレコードショップとWACKが事務所を構える東京・渋谷周辺で“謝罪本”が無料配布された。謝罪本は「もしちかい将来自分が謝罪することになるとしたら、なんで?」という質問をもとに製作された全40ページのA4サイズの無料冊子で、カメラマンの鈴木親撮り下ろしによるWACKの所属アーティスト写真を掲載。24日にはGANG PARADEが渋谷周辺で“謝罪本”を無料配布して回った。
7月3〜5日、東京・新宿LOFTでツーマン企画「SHINJUKU LOFT PRESENTS【ギャンパレ真夏の3DAYSスペシャル!】」を開催。
7月26日、SAiNT SEXに続くシャッフルユニット第2弾・HOLY SHiTSの結成を発表。メンバーはBiSHのセントチヒロ・チッチ、BiSのペリ・ウブ、トリアエズ・ハナ、ムロパナコ、GANG PARADEのキャン・GP・マイカ、EMPiREのMAHO EMPiREが参加。同日、楽曲「WACK is SHiT」をフリーダウンロード形式でリリースし、MVを公開。 
8月4日、TOKYO IDOL FESTIVAL2018に出演。「Plastic 2 Mercy」を5回歌唱後、BiSの「BiSBiS」を歌唱した。また、「WACK presents DREAMLIGHTS in TIF」としてアイナ・ジ・エンド(BiSH)と松隈ケンタによるアコースティックセット、SAiNT SEX、HOLY SHiTS、ユイ・ガ・ドクソン（GANG PARADE）のスペシャルステージが開催された。
9月3日、同月11日リリースのシングル「CAN'T STOP」のカップリング収録曲「RATESHOW」を、リリース前にSoundCloudにてフル尺で公開。同曲はメンバーのユメノユアと楽曲プロデューサーの松隈ケンタが共同で作詞を担当。9月11日、シングル「CAN'T STOP」をリリース。東京・新宿ユニカビジョンでは同月10日から16日に「CAN'T STOP」のミュージックビデオを放映。このほか10日18:00からは大阪・トンボリステーション、愛知・東海インタービジョン、北海道・メガ・ビジョン 4プラの3カ所にて、「CAN'T STOP」のMVが180秒間オンエアされた。
11月4日、神奈川県下の大学にてライブ。
12月11日、9月20日に東京・Zepp Tokyoで行われたワンマンライブ「REBUILD TOUR FINAL」の模様を収めたライブBlu-ray『GANG PARADE oneman live at Zepp Tokyo』をCDとの2枚組にてリリース。

#### 2019年
1月8日、9人体制初となるアルバム『LAST GANG PARADE』をリリース。CD盤のみシークレットトラックにはテラシマユウカ作詞による「PALET」を収録。歌詞についてテラシマは「今の世界に足りていない優しさ、いつだって愛と思いやりを持って生きていたい。すぐ側にいる存在こそ、あたりまえの様に感じてしまうけれど何にも変えられない。大切な人への想いを込めて作詞させて頂きました」とコメントしている。
1月10日、神奈川・CLUB CITTA'で行われた音楽事務所WACKによる全国ツアー「Going Going WACK TOUR」の初日公演にて、WACKとワーナーミュージック・ジャパンのジョイントベンチャーとして設立された新レーベル“FUELED BY MENTAIKO”からのメジャーデビューを発表。併せて4月17日にメジャーデビューシングルのリリースと、5月19日に大阪・大阪城音楽堂、5月26日に東京・日比谷野外大音楽堂を舞台にした初の野音ワンマンツアー「CHALLENGE the LIMIT TOUR」開催が発表された。
3月30日、長崎・壱岐の島ホールで行われたWACK EXHiBiTiONにてナルハワールドがWAggからの昇格を発表。
4月17日、メジャー1stシングル「ブランニューパレード」をリリース。3月19日にZepp Tokyoで開催された「Going Going WACK TOUR」の最終公演で初披露された。
4月20日、「ブランニューパレード」のリリースを記念したイベント「ギャンパレ999」を開催。メンバー9名が都内近郊のタワーレコード9店舗に1人ずつ訪れ、合計9時間にわたって特典会を実施するもので、すべてのビンゴマスを埋めたメンバーにハワイ旅行が贈られる「ワーナーミュージックジャパン賞」を9人全員が獲得（ビンゴを1つも作ることができなかったメンバーは「ビリ賞」として期間限定で改名させられることになっていたが該当者なしとなった）。WACKスタッフの琴線に触れるパフォーマンスを見せたメンバーに贈られる「WACK賞」はカミヤサキとハルナ・バッ・チーン、イベント中に最もTwitterでバズったメンバーにソロ楽曲を制作してもらえる権利が与えられる「FUELED BY MENTAIKO賞」はカミヤサキが受賞した。また「ギャンパレ999」の成功を祝して4月26日に東京・Future SEVENにてミニライブ＆特典会イベント「ギャンパレ999感謝祭！ - LINE MUSICで999分聴いてメンバーハグ&チェキ祭」の開催が発表された。このイベントは、当日の受付時間までにLINE MUSICで「ブランニューパレード」を290回（約999分）以上聴いた人にのみ参加券が配布され、特典会ではメンバー全員からのハグと全員チェキを開催。
5月26日、野音ワンマンツアー「CHALLENGE the LIMIT TOUR」東京・日比谷野外大音楽堂にてナルハワールドが加入。
6月29日、大阪・SUNHALLでLINE MUSICと連動したデジタル特典会イベント「ギャンパレ1000 SOUL」を開催。
6月30日、東京・TSUTAYA O-WESTで昼夜2部制のライブイベント「Girls & Kids」を開催。昼公演「Girls & Kids "Kids"」は中高生限定、夜公演「Girls & Kids "Girls"」は女性限定のライブとなる。8月10日には愛知・伏見JAMMIN'、8月12日には大阪・Shangri-Laでも同公演を開催。
8月25日〜9月1日、根本宗子が作・演出を手がけるパルコ・プロデュースの新作舞台「プレイハウス」に出演（東京・東京芸術劇場 プレイハウス）。9月28日、大阪・森ノ宮ピロティホールにて「プレイハウス」に出演。
8月31日、配信シングル「LOVE COMMUNICATION」をリリース。同曲はメジャー1stフルアルバム「LOVE PARADE」の収録曲で、「ギャンパレ999」でメンバー全員がハワイ旅行権を獲得したことを受けてハワイで撮影されたミュージックビデオがYouTubeで同時に公開された。
11月12日、神奈川・CLUB CITTA'でBiSとの合同リリースイベントを開催。このイベントは11月13日にGANG PARADEのメジャー1stアルバム『LOVE PARDE』、11月20日にBiSのメジャー1stシングル「DEAD or A LiME」が発売されることを記念したもの。グループにとっては、このイベントが第3期BiSとの初競演となった。
11月13日、メジャー1stフルアルバム『LOVE PARADE』をリリース。それに先立ち、9月6日から全国のタワーレコード10店舗にメンバーの唇をペイントしたデザインのLPサイズPOPが登場し、それをスマートフォンARアプリ「COCOAR2」で読み込むと、メンバーの唇の形のARが出現し、アルバム収録曲が先行試聴できる。9月7日からは収録曲のうち「Wake up Beat!」「Wonderful World」「ALONE」「Plastic Smile」の4曲が先行配信され、9月25日からは残る6曲の先行配信も開始された。
12月28日・29日、東京・サンリオピューロランドでワンマンライブ「GANG PARADE SPECIAL LIVE in SANRIO PUROLAND」を開催。28日は女性限定ライブとして行われ、29日は優先入場権や特典が付いたVIPチケットが用意される特別公演。両日共にサンリオキャラクターが出演者に名を連ねている。

#### 2020年
1月3日、カミヤサキが5月22日の東京・中野サンプラザホール公演をもってグループを脱退することを発表。
1月20日、この日発売のデュエル・マスターズのパック「謎のブラックボックスパック」にて3枚のコラボカードが収録。
2月20日、ハルナ・バッ・チーンが本人の申し出により脱退。
3月28日、WACK合同オーディション2020最終日の結果発表で、GANG PARADEにWAggからキラ・メイが昇格し、GO TO THE BEDSとPARADISESの2チームに分裂することなどが発表された。
4月1日、GO TO THE BEDSとPARADISESによるスプリットアルバム「G/P」がリリースされる。収録曲のうち、カミヤサキのソロ曲を除くGO TO THE BEDSとPARADISESの楽曲は、3月18日にタワーレコード限定でゲリラ発売されたWACKとワーナーミュージックが手掛ける謎のアーティストのCD「GP?」の収録曲だったことが3月28日にニコニコ生放送で配信された「GO TO THE BEDS / PARADISES 所信表明特番」の中で明らかとなった。
4月12日〜5月23日、東京・中野サンプラザホール2DAYSを含む初のホールツアー「GANG PARADE MY FIRST HALL TOUR」開催が発表されていたが、新型コロナウイルス感染症の拡大を受け全公演延期となった。セミファイナルとなる5月22日の中野サンプラザ公演ではカミヤサキの最終公演、翌5月23日の公演中野サンプラザ公演で新メンバーのキラ・メイのお披露目が予定されていたが、振替公演も含めて全公演が中止となった。
5月9日、カミヤサキがライブを行うことなく、当初の予定通り5月22日をもってグループから脱退することが発表された。同時にコロナウイルスの騒動が収束後、1日限りでカミヤサキが復活しGANG PARADEのライブを開催するためのクラウドファンディングが実施された。
5月22日、ニコニコ生放送で配信された「GANG PARADEカミヤサキ脱退＆PARADISESキラ・メイ加入特番」をもってカミヤサキが脱退、キラ・メイがWAggから昇格することになった。また、クラウドファンディングが21,166,000円の支援があり目標達成されたため、1日限りの復活ライブが開催される。
※その後のGO TO THE BEDSとPARADISESについてはそれぞれのページを参照。

#### 2021年
5月22日、カミヤサキの脱退ライブが一年越しに中野サンプラザにて開催された。

### GANG PARADE再始動(2022年1月～)

#### 2022年
1月1日、GANG PARADEの再始動を告知した。
1月2日、「GANG PARADE 再始動ライブ」をSpotify O-WEST でライブを開催。同月3日にもライブを行うことを発表。
3月26日、WACK合宿オーディション2022にてWAggのアイナスターの昇格、候補生のタンタン（仮）の加入が決定。全国ツアー「GANG PARADE THE GREATEST SHOW TOUR」が開催され、5月13日の東京・渋谷クラブクアトロ公演でお披露目となることと、休業中だったナルハワールドが同公演で復帰することが発表された。しかし、メンバーに新型コロナウイルスの陽性反応が出たため、5月13日の公演は中止となった。
5月13日、WACK合宿オーディション2022での合格者タンタン（仮）改め、カ能セイ、WAggから昇格のアイナスター、休業から復帰したナルハワールドを加えた13名によるシングル「シグナル」を7月13日にリリースすることを発表。また、中止となっていた新体制初ライブを5月21日に神奈川・Yokohama Bay Hallで行った。
7月30日、配信限定アルバム『WELCOME TO GANG PARADE(DELUXE EDITION)』をリリース。また、11月16日にメジャー4thシングル「Priority」を発売する事、9月8日にニコニコ生放送で配信ライブ「WELCOME TO GANG PARADE」が行われることを発表した。

#### 2023年
3月25日、WACK合同合宿オーディション2023にて、WACK社長の渡辺淳之介よりキラ・メイ、キャ・ノン、チャンベイビー、ナルハワールド、アイナスター、カ能セイの6名が新グループKiSS KiSSの結成を発表。

#### 2024年
6月20日、カ能セイがライブをもってグループを脱退することを発表。
7月16日、カ能セイがグループを脱退。
10月24日、テラシマユウカが脱退を発表。
11月30日、渋谷公会堂にてワンマンライブ「TO BE BORN」を開催。本公演をもってテラシマユウカが脱退。
12月25日、11人体制でニューシングル「Sparkling Moon / グッドラック・マイフューチャー」をリリース。

## メンバー
※GO TO THE BEDSとPARADISESについての活動はそれぞれのページを参照。
| 名前                   | 誕生日   | 出身地                  | 担当                 | 担当色       | 担当色 | 加入年月日    | 備考 |
| ---------------------- | -------- | ----------------------- | -------------------- | ------------ | ------ | ------------- | --- |
| ヤママチミキ           | 3月14日  | 東京都                  | カミヤサキ           | 緑           |        | 2015年6月1日  | 2019年11月17日開催の『ギャンパレ10000000000』表彰式で急遽行われた改名ババ抜きにより、2019年末までの期間限定で「颶風ミキ（ハリケーンミキ）」に改名 SAiNT SEXメンバー。 2020年4月よりGO TO THE BEDS、2021年10月よりPARADISESにて活動。    |
| ユメノユア             | 3月27日  | 神奈川県横浜市          | 悩める子羊           | ピンク       |        | 2015年6月1日  | SAiNT SEXメンバー 2019年5月より音楽ラジオステーション・Backstage Café『TRill Music』のアシスタントパーソナリティを務めている。 2020年4月よりGO TO THE BEDS、2021年10月よりPARADISESにて活動。                                           |
| キャン・GP・マイカ     | 10月6日  | 東京都                  | イエス・ウィーキャン | オレンジ     |        | 2016年10月2日 | 2018年3月18日、キャン・マイカより改名 HOLY SHiTSメンバー。 2020年4月よりGO TO THE BEDS、2021年10月よりPARADISESにて活動。 |
| ココ・パーティン・ココ | 7月18日  | 愛知県名古屋市          |                      | 赤           |        | 2016年10月6日 | 元SiSメンバー BiSオーディション時の仮名はミチハヤシリオ(仮) 2020年4月よりGO TO THE BEDS、2021年10月よりPARADISESにて活動。 |
| ユイ・ガ・ドクソン     | 10月21日 | 滋賀県                  |                      | 白           |        | 2016年10月6日 | 元SiSメンバー BiSオーディション時の仮名はセカンドサマー・ウイカ(仮) WACKよりインディーズソロデビュー 2020年4月よりGO TO THE BEDS、2021年10月よりPARADISESにて活動。                                                                     |
| 月ノウサギ             | 12月22日 | 東京都                  |                      | 水色         |        | 2018年4月17日 | WACK合同オーディション2018時の仮名はヨコヤマヒナ TOKYO IDOL FESTIVAL オンライン 2020よりHOLY SHiTSメンバー。 ミスiD2018 月のフォトジェニック賞（当時の名称は「月野雪」） 2020年4月よりPARADISES、2021年10月よりGO TO THE BEDSにて活動。 |
| ナルハワールド         | 11月5日  | 埼玉県                  |                      | 黄緑         |        | 2019年5月26日 | WAggより昇格 「山田なる」名義でAbemaTV『今日、好きになりました。 第26弾』出演 2020年4月よりPARADISES、2021年10月よりGO TO THE BEDSに移籍。 2023年3月よりKiSS KiSSメンバーとして活動。                                                   |
| キラ・メイ             | 5月23日  | 岐阜県                  |                      | ライトピンク |        | 2020年5月22日 | 2020年5月22日にWAggより昇格。 2020年5月よりPARADISES、2021年10月よりGO TO THE BEDSにて活動。 2023年3月よりKiSS KiSSメンバーとして活動。                                                                                                 |
| キャ・ノン             | 9月20日  | 東京都                  |                      | 青           |        | 2022年1月2日  | 2022年1月2日より加入。 2021年4月よりPARADISES、同年10月よりGO TO THE BEDSにて活動。 2023年3月よりKiSS KiSSメンバーとして活動。 |
| チャンベイビー         | 7月23日  | 大阪府生まれ 東京都育ち |                      | 黄           |        | 2022年1月2日  | 2022年1月2日より加入。 2021年4月よりGO TO THE BEDS、同年10月よりPARADISESにて活動。 2023年3月よりKiSS KiSSメンバーとして活動。 |
| アイナスター           | 10月9日  | 北海道 (育ちは神奈川県) |                      | ナス         |        | 2022年5月13日 | WACK合同合宿オーディション2022にてWAggより昇格。 2023年3月よりKiSS KiSSメンバーとして活動。 |

### 旧メンバー
| 名前                 | 誕生日   | 担当                  | 担当色     | 担当色 | 在籍期間                       | 備考 |
| -------------------- | -------- | --------------------- | ---------- | ------ | ------------------------------ | --- |
| ミズタマリ           | 11月9日  |                       | 赤         |        | 2014年8月2日 - 2015年5月31日   | 結成メンバー、元いずこねこ 泉茉里名義でソロ活動と並行し、夏の魔物→THE 夏の魔物（2018年9月9日脱退）、エムトピとしても活動 |
| シグサワアオ         | 6月25日  | 青春                  | 白         |        | 2015年6月1日 - 2016年8月7日    | |
| イヌカイマアヤ       | 8月4日   | トップブリーダー      | 黄         |        | 2015年6月1日 - 2016年10月1日   | 2016年9月15日から休養 |
| アヤ・エイトプリンス | 5月2日   | 美人                  |            |        | 2017年5月1日 - 2018年3月3日    | 元BiSメンバー 元SAiNT SEXメンバー レンタルトレードにて2017年5月1日よりGANG PARADEに在籍。 当初は3か月の予定だったが、8月6日に移籍期間の無期限延長を発表。 2018年3月3日にレンタルトレード解除。3月4日に執り行われた“レンタルトレード終了の儀”をもって、BiSへ復帰。 |
| ハルナ・バッ・チーン | 12月31日 |                       | 黄         |        | 2018年4月17日 - 2020年2月20日  | 元終演後物販、千葉県出身 WACK合同オーディション2018時の仮名はリソリソ。2020年2月20日に本人からの申し出により脱退。 脱退後、鶴ハルナ名義で活動。 |
| カミヤサキ           | 9月27日  | ハンサム→ハンサム坊主 | 青         |        | 結成メンバー - 2020年5月22日   | 元BiSメンバー 元SAiNT SEXメンバー。 2017年5月1日から2018年3月3日までBiSにレンタルトレード。 FUELED BY MENTAIKOよりソロデビュー 振り付け師として活動。 |
| カ能セイ             | 7月18日  |                       | ターコイズ |        | 2022年5月13日 - 2024年7月16日  | 大分県出身。WACK合同合宿オーディション2022の仮名はタンタン。 TOKYO IDOL FESTIVAL 2023よりHOLY SHiTSメンバー。 2023年3月から2024年7月までKiSS KiSSメンバーとして活動。                                                                                             |
| テラシマユウカ       | 11月5日  |                       | 紫         |        | 2016年10月6日 - 2024年11月30日 | 大阪府出身。 元SiSメンバー BiSオーディション時の仮名はテラヤマユフ(仮) 2020年4月よりPARADISES、2021年10月よりGO TO THE BEDSにて活動。 |

## 作品
順位はオリコン・ウィークリーランキング最高順位。

### その他
- WACKコラボ作品

## ライブ・イベント

### ワンマンライブ
| 公演名                                                          | 公演日         | 会場                                         | 備考 |
| --------------------------------------------------------------- | -------------- | -------------------------------------------- | --- |
| プラニメ SAY HELLO                                              | 2014年10月5日  | 東京・下北沢SHELTER                          | |
| プラニメ SAY HELLO HELLO                                        | 2014年10月5日  | 東京・下北沢SHELTER                          | |
| プラニメ NAGOYA SAY HELLO                                       | 2014年11月8日  | 愛知・DAYTRIVE                               | |
| プラニメ OSAKA SAY HELLO                                        | 2014年11月22日 | 大阪・LIVE SQUARE 2nd LINE                   | |
| プラニメの定期公演をやっていく予定です                          | 2015年2月22日  | 大阪・難波ベアーズ                           | |
| プラニメの定期公演をやっていく予定です                          | 2015年3月7日   | 東京・中野heavy sick ZERO                    | |
| プラニメの定期公演をやっていく予定です                          | 2015年3月29日  | 大阪・難波ベアーズ                           | |
| プラニメの定期公演をやっていく予定です                          | 2015年4月12日  | 愛知・名古屋デイトライブ                     | |
| プラニメの定期公演をやっていく予定です                          | 2015年5月23日  | 大阪・難波ベアーズ                           | |
| Period Of Plastic 2 Mercy                                       | 2015年8月9日   | 東京・代官山UNIT                             | |
| COME BACK MY...                                                 | 2015年12月5日  | 東京・下北沢SHELTER                          | |
| QUEEN OF POP                                                    | 2016年3月14日  | 東京・SHIBUYA CYCLONE                        | |
| WE ARE the IDOL                                                 | 2016年7月18日  | 東京・渋谷WWW                                | |
| Barely Last TOUR                                                | 2016年10月2日  | 名古屋・新栄DAYTRIVE                         | |
| Barely Last TOUR                                                | 2016年10月16日 | 大阪・club MERCURY                           | |
| Barely Last TOUR                                                | 2016年11月13日 | 東京・新宿BRAZE                              | |
| 女性限定ライブ「GIRL PARADE」                                   | 2017年2月12日  | 東京・中野heavy sick ZERO                    | |
| 4日間連続ライブ「GANG PARADE 4days!!」                          | 2017年2月12日  | 東京・中野heavy sick ZERO                    | |
| 4日間連続ライブ「GANG PARADE 4days!!」                          | 2017年2月13日  | 東京・中野heavy sick ZERO                    | |
| 4日間連続ライブ「GANG PARADE 4days!!」                          | 2017年2月14日  | 東京・中野heavy sick ZERO                    | |
| 4日間連続ライブ「GANG PARADE 4days!!」                          | 2017年2月15日  | 東京・中野heavy sick ZERO                    | |
| GANG PARADE BODY&7SOUL Tour                                     | 2017年4月9日   | 大阪・LIVE SQUARE 2nd LINE                   | |
| GANG PARADE BODY&7SOUL Tour                                     | 2017年4月22日  | 愛知・DAYTRIVE                               | |
| GANG PARADE BODY&7SOUL Tour                                     | 2017年4月30日  | 東京・下北沢SHELTER                          | |
| GANG PARADE Beyond the Mountain TOUR                            | 2017年7月8日   | 大阪・LIVE SQUARE 2nd LINE                   | |
| GANG PARADE Beyond the Mountain TOUR                            | 2017年7月16日  | 北海道・札幌COLONY                           | |
| GANG PARADE Beyond the Mountain TOUR                            | 2017年7月17日  | 愛知・名古屋APOLLO BASE                      | |
| GANG PARADE Beyond the Mountain TOUR                            | 2017年7月23日  | 宮城・仙台enn 2nd                            | |
| GANG PARADE Beyond the Mountain TOUR                            | 2017年7月30日  | 東京・Shibuya WWW                            | |
| GANG PARADE take themselves higher!!                            | 2017年11月20日 | 東京・LIQUIDROOM                             | |
| 女性限定ライブ「GANG PARADE GIRLS PARK」                        | 2018年1月13日  | 東京・新宿MARZ                               | ココ・パーティン・ココとアヤ・エイトプリンスはインフルエンザによる活動自粛のため不参加（2人とも16日より復帰）。 |
| GANG PARADE BREAKING THE ROAD TOUR                              | 2018年1月20日  | 宮城・SENDAI CLUB JUNK BOX                   | |
| GANG PARADE BREAKING THE ROAD TOUR                              | 2018年1月27日  | 大阪・Shangri-La                             | |
| GANG PARADE BREAKING THE ROAD TOUR                              | 2018年1月28日  | 愛知・伏見JAMMIN'                            | ［1回目］OPEN 12:30 / START 13:30（※追加公演） ［2回目］OPEN 17:30 / START 18:30                                |
| GANG PARADE BREAKING THE ROAD TOUR                              | 2018年2月3日   | 福岡・DRUM SON                               | |
| GANG PARADE BREAKING THE ROAD TOUR                              | 2018年2月4日   | 広島・HIROSHIMA BACK BEAT                    | |
| GANG PARADE BREAKING THE ROAD TOUR                              | 2018年2月11日  | 新潟・CLUB RIVERST                           | |
| GANG PARADE BREAKING THE ROAD TOUR                              | 2018年2月17日  | 北海道・BESSIE HALL                          | |
| GANG PARADE MAKING THE ROAD                                     | 2018年2月23日  | 東京・マイナビBLITZ赤坂                      | GANG PARADE BREAKING THE ROAD TOUR ファイナル                                                                   |
| GANG 2                                                          | 2018年4月17日  | 東京・Zepp DiverCity TOKYO                   | |
| GANG PARADE REBUILD TOUR                                        | 2018年7月1日   | 沖縄・Output                                 | |
| GANG PARADE REBUILD TOUR                                        | 2018年7月22日  | 福岡・DRUM Be-1                              | |
| GANG PARADE REBUILD TOUR                                        | 2018年7月29日  | 北海道・札幌KRAPS HALL                       | |
| GANG PARADE REBUILD TOUR                                        | 2018年8月18日  | 大阪・BananaHall                             | |
| GANG PARADE REBUILD TOUR                                        | 2018年8月18日  | 広島・広島セカンド・クラッチ                 | |
| GANG PARADE REBUILD TOUR                                        | 2018年9月1日   | 新潟・GOLDEN PIGS RED STAGE                  | |
| GANG PARADE REBUILD TOUR                                        | 2018年9月8日   | 宮城・SENDAI CLUB JUNK BOX                   | |
| GANG PARADE REBUILD TOUR                                        | 2018年9月9日   | 愛知・名古屋CLUB QUATTRO                     | |
| GANG PARADE REBUILD TOUR                                        | 2018年9月17日  | 沖縄・Output                                 | 追加公演 |
| GANG PARADE REBUILD TOUR                                        | 2018年9月20日  | 東京・Zepp Tokyo                             | |
| GANG PARADE SPECIAL LIVE ~WONDER PLAYGROUND~ in SANRIO PUROLAND | 2018年12月8日  | 東京・サンリオピューロランド                 | |
| CHALLENGE the LIMIT TOUR                                        | 2019年5月19日  | 大阪・大阪城音楽堂                           | |
| CHALLENGE the LIMIT TOUR                                        | 2019年5月26日  | 東京・日比谷野外音楽堂                       | |
| Girls & Kids"Kids"                                              | 2019年6月30日  | 東京・TSUTAYA O-WEST                         | 中学生、高校生限定ライブ                                                                                        |
| Girls & Kids "Girls"                                            | 2019年6月30日  | 東京・TSUTAYA O-WEST                         | 女性限定ライブ                                                                                                  |
| PARADE GOES ON TOUR                                             | 2019年9月7日   | 神奈川・横浜Bay Hall                         | |
| PARADE GOES ON TOUR                                             | 2019年9月8日   | 神奈川・横浜Bay Hall                         | |
| PARADE GOES ON TOUR                                             | 2019年9月14日  | 愛知・DIAMOND HALL                           | |
| PARADE GOES ON TOUR                                             | 2019年9月15日  | 静岡・浜松窓枠                               | |
| PARADE GOES ON TOUR                                             | 2019年9月21日  | 福岡・DRUM LOGOS                             | |
| PARADE GOES ON TOUR                                             | 2019年9月22日  | 広島・CLUB QUATTRO                           | |
| PARADE GOES ON TOUR                                             | 2019年9月29日  | 大阪・なんばHatch                            | |
| PARADE GOES ON TOUR                                             | 2019年10月5日  | 北海道・PENNY LANE24                         | |
| PARADE GOES ON TOUR                                             | 2019年10月6日  | 北海道・PENNY LANE24                         | |
| PARADE GOES ON TOUR                                             | 2019年10月12日 | 宮城・仙台Rensa                              | |
| PARADE GOES ON TOUR                                             | 2019年10月20日 | 新潟・NEXS NIIGATA                           | |
| PARADE GOES ON TOUR                                             | 2019年11月4日  | 東京・中野サンプラザ                         | |
| MY FIRST HALL TOUR                                              | 2020年4月12日  | 埼玉・三郷市文化会館                         | 新型コロナウイルス感染拡大防止により延期 6月7日に同会場で開催予定だった振替公演も中止                           |
| MY FIRST HALL TOUR                                              | 2020年4月26日  | 愛知・名古屋市公会堂                         | 新型コロナウイルス感染拡大防止により延期 6月20日に同会場で開催予定だった振替公演も中止                          |
| MY FIRST HALL TOUR                                              | 2020年5月2日   | 兵庫・あましんアルカイックホール             | 新型コロナウイルス感染拡大防止により中止 7月16日にZepp Nambaで開催予定だった代替公演も中止                      |
| MY FIRST HALL TOUR                                              | 2020年5月5日   | 北海道・道新ホール                           | 新型コロナウイルス感染拡大防止により延期 7月10日に同会場で開催予定だった振替公演も中止                          |
| MY FIRST HALL TOUR                                              | 2020年5月16日  | 宮城・仙台銀行ホール イズミティ21            | 新型コロナウイルス感染拡大防止により中止                                                                        |
| MY FIRST HALL TOUR                                              | 2020年5月22日  | 東京・中野サンプラザ                         | 新型コロナウイルス感染拡大防止により中止                                                                        |
| MY FIRST HALL TOUR                                              | 2020年5月23日  | 東京・中野サンプラザ                         | 新型コロナウイルス感染拡大防止により中止                                                                        |
| FOREVER GANG PARADE FOREVER                                     | 2021年5月22日  | 東京・中野サンプラザ                         | 1日限定復活ライブ、カミヤサキ脱退ライブ                                                                         |
| GANG PARADE再始動初LIVE＠Spotify O-WEST                         | 2022年1月2日   | 東京・Spotify O-WEST                         | |
| GANG PARADE再始動記念LIVE＠Spotify O-WEST                       | 2022年1月3日   | 東京・Spotify O-WEST                         | |
| GANG PARADE GOES ON TOUR                                        | 2022年1月15日  | 大阪・UMEDA CLUB QUATTRO                     | |
| GANG PARADE GOES ON TOUR                                        | 2022年1月16日  | 愛知・NAGOYA CLUB QUATTRO                    | |
| GANG PARADE GOES ON TOUR                                        | 2022年1月21日  | 東京・SHIBUYA CLUB QUATTRO                   | |
| GANG PARADE THE GREATEST SHOW TOUR                              | 2022年5月21日  | 神奈川・YOKOHAMA BAY HALL                    | |
| GANG PARADE THE GREATEST SHOW TOUR                              | 2022年5月29日  | 福岡・DRUM Be-1                              | |
| GANG PARADE THE GREATEST SHOW TOUR                              | 2022年6月3日   | 広島・HIROSHIMA CLUB QUATTRO                 | 振替公演 |
| GANG PARADE THE GREATEST SHOW TOUR                              | 2022年6月4日   | 静岡・窓枠                                   | |
| GANG PARADE THE GREATEST SHOW TOUR                              | 2022年6月9日   | 愛知・NAGOYA CLUB QUATTRO                    | |
| GANG PARADE THE GREATEST SHOW TOUR                              | 2022年6月18日  | 宮城・Rensa                                  | |
| GANG PARADE THE GREATEST SHOW TOUR                              | 2022年6月19日  | 北海道・PENNY LANE                           | |
| GANG PARADE THE GREATEST SHOW TOUR                              | 2022年6月24日  | 大阪・UMEDA CLUB QUATTRO                     | |
| GANG PARADE THE GREATEST SHOW TOUR                              | 2022年6月30日  | 東京・LIQUID ROOM                            | |
| GANG PARADE THE GREATEST SHOW TOUR "HIGH HOPES"                 | 2022年7月4日   | 大阪・BIG CAT                                | |
| GANG PARADE THE GREATEST SHOW TOUR "HIGH HOPES"                 | 2022年7月5日   | 愛知・THE BOTTOM LINE                        | |
| GANG PARADE THE GREATEST SHOW TOUR "HIGH HOPES"                 | 2022年7月12日  | 東京・Spotify O-EAST                         | |
| FC限定全国ツアー『津々浦々愚連隊大行進』                        | 2022年8月5日   | 福岡・DRUM Be-1                              | |
| FC限定全国ツアー『津々浦々愚連隊大行進』                        | 2022年8月8日   | 大阪・Muisc Club JANUS                       | |
| FC限定全国ツアー『津々浦々愚連隊大行進』                        | 2022年8月12日  | 愛知・SPADE BOX                              | |
| FC限定全国ツアー『津々浦々愚連隊大行進』                        | 2022年8月14日  | 宮城・SENDAI CLUB JUNK BOX                   | |
| FC限定全国ツアー『津々浦々愚連隊大行進』                        | 2022年8月19日  | 北海道・BESSIE HALL                          | |
| FC限定全国ツアー『津々浦々愚連隊大行進』                        | 2022年8月25日  | 東京・shibuya WWW X                          | |
| FC限定全国ツアー『津々浦々愚連隊大行進』                        | 2022年8月26日  | 東京・shibuya WWW X                          | |
| EVERYTHING MUST GO TOUR                                         | 2022年9月19日  | 北海道・PENNY LANE24                         | |
| EVERYTHING MUST GO TOUR                                         | 2022年9月23日  | 広島・HIROSHIMA CLUB QUATTRO                 | |
| EVERYTHING MUST GO TOUR                                         | 2022年9月30日  | 愛知・THE BOTTOM LINE                        | |
| EVERYTHING MUST GO TOUR                                         | 2022年10月8日  | 福岡・DRUM LOGOS                             | |
| EVERYTHING MUST GO TOUR                                         | 2022年10月17日 | 大阪・BIGCAT                                 | |
| EVERYTHING MUST GO TOUR                                         | 2022年11月2日  | 宮城・Rensa                                  | |
| EVERYTHING MUST GO TOUR                                         | 2022年11月10日 | 東京・Zepp Haneda                            | |
| GIRLS PARADE                                                    | 2022年12月24日 | 東京・サンリオピューロランド                 | 女性限定公演 |
| LOVERS PARADE                                                   | 2022年12月25日 | 東京・サンリオピューロランド                 | |
| GANG PARADE Memorial LIVE ~PAST, NOW, and FUTURE                | 2023年1月1日   | 東京・Spotify O-WEST                         | |
| NEVER ENDING PARADE TOUR                                        | 2023年4月1日   | 広島・BLUE LIVE                              | |
| NEVER ENDING PARADE TOUR                                        | 2023年4月2日   | 香川・festhalle                              | |
| NEVER ENDING PARADE TOUR                                        | 2023年4月5日   | 北海道・Zepp Sapporo                         | |
| NEVER ENDING PARADE TOUR                                        | 2023年4月9日   | 宮城・GIGS                                   | |
| NEVER ENDING PARADE TOUR                                        | 2023年4月11日  | 神奈川・CLUB CITTA’                          | |
| NEVER ENDING PARADE TOUR                                        | 2023年4月16日  | 新潟・LOTS                                   | |
| NEVER ENDING PARADE TOUR                                        | 2023年4月21日  | 大阪・Zepp Osaka Bayside                     | |
| NEVER ENDING PARADE TOUR                                        | 2023年4月23日  | 福岡・Zepp Fukuoka                           | |
| NEVER ENDING PARADE TOUR                                        | 2023年4月25日  | 愛知・Zepp Nagoya                            | |
| NEVER ENDING PARADE TOUR                                        | 2023年4月27日  | 東京・Zepp Haneda                            | |
| CROSSROADS OF FATE                                              | 2023年5月18日  | 東京・LINE CUBE SHIBUYA                      | |
| FC限定全国ツアー『津々浦々愚連隊大行進 〜百鬼夜行〜』           | 2023年7月22日  | 帯広・MEGA STONE                             | |
| FC限定全国ツアー『津々浦々愚連隊大行進 〜百鬼夜行〜』           | 2023年8月8日   | 愛知・DIAMOND HALL                           | |
| FC限定全国ツアー『津々浦々愚連隊大行進 〜百鬼夜行〜』           | 2023年8月11日  | 福岡・DRUM LOGOS                             | |
| FC限定全国ツアー『津々浦々愚連隊大行進 〜百鬼夜行〜』           | 2023年8月13日  | 大阪・なんばHatch                            | |
| FC限定全国ツアー『津々浦々愚連隊大行進 〜百鬼夜行〜』           | 2023年8月20日  | 北海道・PENNY LANE24                         | |
| FC限定全国ツアー『津々浦々愚連隊大行進 〜百鬼夜行〜』           | 2023年8月22日  | 東京・Zepp DiverCity                         | |
| FC限定全国ツアー『津々浦々愚連隊大行進 〜百鬼夜行〜』           | 2023年8月25日  | 宮城・Rensa                                  | |
| GILAGILA GANG GALS TOUR                                         | 2023年8月9日   | 愛知・THE BOTTOM LINE                        | 女性限定ツアー                                                                                                  |
| GILAGILA GANG GALS TOUR                                         | 2023年8月12日  | 福岡・DRUM Be-1                              | 女性限定ツアー                                                                                                  |
| GILAGILA GANG GALS TOUR                                         | 2023年8月15日  | 大阪・BIG CAT                                | 女性限定ツアー                                                                                                  |
| GILAGILA GANG GALS TOUR                                         | 2023年8月17日  | 神奈川・KT Zepp Yokohama                     | 女性限定ツアー                                                                                                  |
| GILAGILA GANG GALS TOUR                                         | 2023年8月19日  | 北海道・PENNY LANE24                         | 女性限定ツアー                                                                                                  |
| GILAGILA GANG GALS TOUR                                         | 2023年8月26日  | 東京・Zepp DiverCity                         | 女性限定ツアー                                                                                                  |
| KIRAKIRA SCHOOL KIDS PARADE TOUR                                | 2023年8月9日   | 愛知・THE BOTTOM LINE                        | 中高生限定ツアー                                                                                                |
| KIRAKIRA SCHOOL KIDS PARADE TOUR                                | 2023年8月12日  | 福岡・DRUM Be-1                              | 中高生限定ツアー                                                                                                |
| KIRAKIRA SCHOOL KIDS PARADE TOUR                                | 2023年8月15日  | 大阪・BIG CAT                                | 中高生限定ツアー                                                                                                |
| KIRAKIRA SCHOOL KIDS PARADE TOUR                                | 2023年8月17日  | 神奈川・KT Zepp Yokohama                     | 中高生限定ツアー                                                                                                |
| KIRAKIRA SCHOOL KIDS PARADE TOUR                                | 2023年8月19日  | 北海道・PENNY LANE24                         | 中高生限定ツアー                                                                                                |
| KIRAKIRA SCHOOL KIDS PARADE TOUR                                | 2023年8月26日  | 東京・Zepp DiverCity                         | 中高生限定ツアー                                                                                                |
| TRICK OR SMILE TOUR                                             | 2023年9月2日   | 神奈川・KT Zepp Yokohama                     | |
| TRICK OR SMILE TOUR                                             | 2023年9月9日   | 新潟・新潟LOTS                               | |
| TRICK OR SMILE TOUR                                             | 2023年9月16日  | 北海道・Zepp Sapporo                         | |
| TRICK OR SMILE TOUR                                             | 2023年9月24日  | 宮城・仙台GIGS                               | |
| TRICK OR SMILE TOUR                                             | 2023年9月30日  | 大阪・Zepp Osaka Bayside                     | |
| TRICK OR SMILE TOUR                                             | 2023年10月4日  | 愛知・Zepp Nagoya                            | |
| TRICK OR SMILE TOUR                                             | 2023年10月6日  | 福岡・Zepp Fukuoka                           | |
| TRICK OR SMILE TOUR                                             | 2023年10月7日  | 熊本・B.9 V1                                 | |
| TRICK OR SMILE TOUR                                             | 2023年10月14日 | 広島・BLUE LIVE                              | |
| TRICK OR SMILE TOUR                                             | 2023年10月15日 | 香川・festhalle                              | |
| TRICK OR SMILE TOUR                                             | 2023年10月24日 | 東京・Zepp Haneda                            | |
| TRICK OR SMILE TOUR                                             | 2023年10月25日 | 東京・Zepp Haneda                            | |
| TRICK OR SMILE TOUR                                             | 2023年10月29日 | 沖縄・ミュージックタウン音市場               | |
| GANG PARADE presents X’mas Sanrio Party                         | 2023年12月24日 | 東京・サンリオピューロランド                 | |
| 天晴れ!真冬の大ギャンパレ音楽祭 in 日比谷野音                   | 2024年1月28日  | 東京・日比谷野外音楽堂                       | |
| AVANTGARDE PARADE TOUR                                          | 2024年6月1日   | 北海道・PENNY LANE24                         | |
| AVANTGARDE PARADE TOUR                                          | 2024年6月8日   | 愛知・THE BOTTOM LINE                        | |
| AVANTGARDE PARADE TOUR                                          | 2024年6月9日   | 静岡・SOUND SHOWER ark 清水                  | |
| AVANTGARDE PARADE TOUR                                          | 2024年6月15日  | 大阪・BANANA HALL                            | |
| AVANTGARDE PARADE TOUR                                          | 2024年6月16日  | 滋賀・U STONE                                | |
| AVANTGARDE PARADE TOUR                                          | 2024年6月21日  | 宮城・Rensa                                  | |
| AVANTGARDE PARADE TOUR                                          | 2024年6月23日  | 福岡・Drum Be-1                              | |
| AVANTGARDE PARADE TOUR                                          | 2024年6月30日  | 神奈川・Bay Hall                             | |
| AVANTGARDE PARADE TOUR                                          | 2024年7月8日   | 東京・LIQUID ROOM                            | |
| TO BE BORN                                                      | 2024年11月30日 | 東京・LINE CUBE SHIBUYA                      | テラシマユウカ脱退ライブ                                                                                        |
| GANG PARADE New Year Special Live「NEW YEAR RISE」              | 2025年1月4日   | 東京・白金高輪SELENE STUDIO SELENE b2 セレネ | |
| GANG RISE TOUR                                                  | 2025年4月19日  | 宮城・Rensa                                  | |
| GANG RISE TOUR                                                  | 2025年4月26日  | 北海道・PENNY LANE24                         | |
| GANG RISE TOUR                                                  | 2025年4月27日  | 北海道・PENNY LANE24                         | |
| GANG RISE TOUR                                                  | 2025年4月29日  | 神奈川・Bay Hall                             | |
| GANG RISE TOUR                                                  | 2025年5月10日  | 新潟・NEXS NIIGATA                           | |
| GANG RISE TOUR                                                  | 2025年5月17日  | 愛知・THE BOTTOM LINE                        | |
| GANG RISE TOUR                                                  | 2025年5月24日  | 香川・高松MONSTER                            | |
| GANG RISE TOUR                                                  | 2025年5月25日  | 広島・LIVE VANQUISH                          | |
| GANG RISE TOUR                                                  | 2025年5月31日  | 福岡・DRUM LOGOS                             | |
| GANG RISE TOUR                                                  | 2025年6月7日   | 大阪・BIG CAT                                | |
| GANG RISE TOUR                                                  | 2025年6月8日   | 兵庫・Harbor Studio                          | |
| GANG RISE TOUR                                                  | 2025年6月15日  | 東京・Zepp Shinjuku                          | |
| 『GANG RISE』完全再現ライブ『THE GANG PARADE RISES』            | 2025年7月4日   | 東京・Spotify O-WEST                         | |
| 狂遊                                                            | 2025年8月31日  | 神奈川・横浜赤レンガ倉庫                     | |

### 対バン
| 公演名                                                                     | 公演日         | 会場                                    | 備考 |
| -------------------------------------------------------------------------- | -------------- | --------------------------------------- | --- |
| BILLIE IDLE presents 『Idle Xmas』                                         | 2016年12月25日 | 東京・morph-tokyo                       | BILLIE IDLE®とGANG PARADEのツーマンライブ                                                                         |
| THE DUEL                                                                   | 2017年7月7日   | 東京・LIQUIDROOM                        | BiSHとGANG PARADEのツーマン・ライブ                                                                               |
| SORRY!! NEXT BiS ONEMAN is 10.6!!                                          | 2017年8月6日   | 東京・赤坂BLITZ                         | BiSワンマン・ライブ延期による、GANG PARADEとBiSHの代替公演                                                        |
| HELL!! CLASH!! BREAK!! TOUR                                                | 2017年10月1日  | 広島・HIROSHIMA BACK BEAT               | BiSとGANG PARADEのツーマン・ライブ                                                                                |
| HELL!! CLASH!! BREAK!! TOUR                                                | 2017年10月7日  | 大阪・Shangri-La                        | BiSとGANG PARADEのツーマン・ライブ                                                                                |
| HELL!! CLASH!! BREAK!! TOUR                                                | 2017年10月9日  | 福岡・DRUM SON                          | BiSとGANG PARADEのツーマン・ライブ                                                                                |
| HELL!! CLASH!! BREAK!! TOUR                                                | 2017年10月21日 | 沖縄・Output                            | BiSとGANG PARADEのツーマン・ライブ 台風21号の影響により公演中止                                                   |
| HELL!! CLASH!! BREAK!! TOUR                                                | 2017年10月29日 | 愛知・伏見JAMMIN'                       | BiSとGANG PARADEのツーマン・ライブ                                                                                |
| HELL!! CLASH!! BREAK!! TOUR                                                | 2017年11月3日  | 宮城・SENDAI CLUB JUNK BOX              | BiSとGANG PARADEのツーマン・ライブ                                                                                |
| HELL!! CLASH!! BREAK!! TOUR                                                | 2017年11月4日  | 北海道・BESSIE HALL                     | BiSとGANG PARADEのツーマン・ライブ                                                                                |
| 新潟PARK                                                                   | 2018年2月12日  | 新潟・LIVE HALL GOLDEN PIGS BLACK STAGE | RYUTistとのツーマン・ライブ                                                                                       |
| ツーマン企画「SHINJUKU LOFT PRESENTS【ギャンパレ真夏の3DAYSスペシャル!】」 | 2018年7月3日   | 東京・新宿LOFT                          | GANG PARADE / あゆみくりかまき                                                                                    |
| ツーマン企画「SHINJUKU LOFT PRESENTS【ギャンパレ真夏の3DAYSスペシャル!】」 | 2018年7月4日   | 東京・新宿LOFT                          | GANG PARADE / DÉ DÉ MOUSE & Akinori Yamamoto from LITE (HARDCORE session)                                         |
| ツーマン企画「SHINJUKU LOFT PRESENTS【ギャンパレ真夏の3DAYSスペシャル!】」 | 2018年7月5日   | 東京・新宿LOFT                          | GANG PARADE / EMPiRE                                                                                              |
| Going Going WACK TOUR                                                      | 2019年1月10日  | 神奈川・CLUB CITTA                      | BiSHとGANG PARADEのツーマン・ライブ                                                                               |
| Going Going WACK TOUR                                                      | 2019年1月14日  | 愛知・名古屋ダイアモンドホール          | BiSHとGANG PARADEのツーマン・ライブ ヤママチミキはインフルエンザによる活動自粛のため不参加（16日より復帰）        |
| Going Going WACK TOUR                                                      | 2019年1月19日  | 沖縄・Output                            | GANG PARADEとBiSとEMPiREのスリーマン・ライブ 月ノウサギはインフルエンザによる活動自粛のため不参加（21日より復帰） |
| Going Going WACK TOUR                                                      | 2019年1月20日  | 沖縄・Output                            | GANG PARADEとBiSとEMPiREのスリーマン・ライブ 月ノウサギはインフルエンザによる活動自粛のため不参加（21日より復帰） |
| Going Going WACK TOUR                                                      | 2019年1月23日  | 東京・Zepp Tokyo                        | BiSHとGANG PARADEのツーマン・ライブ                                                                               |
| Going Going WACK TOUR                                                      | 2019年1月16日  | 愛媛・松山WstudioRED                    | BiSとGANG PARADEのツーマン・ライブ                                                                                |
| Going Going WACK TOUR                                                      | 2019年1月27日  | 香川・高松オリーブホール                | BiSとGANG PARADEのツーマン・ライブ                                                                                |
| Going Going WACK TOUR                                                      | 2019年2月2日   | 兵庫・神戸Harbor Studio                 | BiSとGANG PARADEのツーマン・ライブ                                                                                |
| Going Going WACK TOUR                                                      | 2019年2月3日   | 大阪・なんばHatch                       | BiSHとBiSとGANG PARADEとEMPiREのフォーマン・ライブ                                                                |
| Going Going WACK TOUR                                                      | 2019年2月9日   | 岡山・エビスヤプロ                      | BiSとGANG PARADEのツーマン・ライブ                                                                                |
| Going Going WACK TOUR                                                      | 2019年2月10日  | 広島・CLUB QUATTRO                      | GANG PARADEとBiSとEMPiREのスリーマン・ライブ                                                                      |
| Going Going WACK TOUR                                                      | 2019年2月11日  | 山口・RISING HALL                       | BiSHとGANG PARADEのツーマン・ライブ                                                                               |
| Going Going WACK TOUR                                                      | 2019年2月16日  | 宮城・女川町生涯学習センターホール      | ONAGAWACKのフェス BiSHとBiSとGANG PARADEとEMPiREのフォーマン・ライブ                                              |
| Going Going WACK TOUR                                                      | 2019年2月24日  | 鹿児島・キャパルボホール                | GANG PARADEとEMPiREのツーマン・ライブ                                                                             |
| Going Going WACK TOUR                                                      | 2019年3月2日   | 宮城・Rensa                             | BiSHとGANG PARADEのツーマン・ライブ                                                                               |
| Going Going WACK TOUR                                                      | 2019年3月3日   | 宮城・Rensa                             | BiSHとGANG PARADEのツーマン・ライブ                                                                               |
| Going Going WACK TOUR                                                      | 2019年3月10日  | 新潟・NEXS NIIGATA                      | BiSとGANG PARADEのツーマン・ライブ                                                                                |
| Going Going WACK TOUR                                                      | 2019年3月16日  | 北海道・PENNY LANE24                    | GANG PARADEとEMPiREのツーマン・ライブ                                                                             |
| Going Going WACK TOUR                                                      | 2019年3月17日  | 北海道・PENNY LANE24                    | BiSとGANG PARADEのツーマン・ライブ                                                                                |
| Going Going WACK TOUR                                                      | 2019年3月19日  | 東京・Zepp Tokyo                        | BiSHとBiSとGANG PARADEとEMPiREのフォーマン・ライブ                                                                |
| WACK TOUR 2020 "WACK FUCKiN'PARTY"                                         | 2020年2月8日   | 宮城・女川町生涯学習センター ホール     | |
| WACK TOUR 2020 "WACK FUCKiN'PARTY"                                         | 2020年2月15日  | 福岡・Zepp Fukuoka                      | |
| WACK TOUR 2020 "WACK FUCKiN'PARTY"                                         | 2020年2月20日  | 東京・Zepp Tokyo                        | |
| WACK TOUR 2020 "WACK FUCKiN'PARTY"                                         | 2020年2月24日  | 北海道・Zepp Sapporo                    | |
| WACK TOUR 2020 "WACK FUCKiN'PARTY"                                         | 2020年2月29日  | 大阪・Zepp Osaka Bayside                | 新型コロナウイルス感染拡大防止により中止 NO AUDiENCE LIVE(無観客ライブ)をニコニコ生放送にて配信                   |
| WACK TOUR 2020 "WACK FUCKiN'PARTY"                                         | 2020年3月1日   | 愛知・Zepp Nagoya                       | 新型コロナウイルス感染拡大防止により中止 WACK FUCKiN'YouTube PARTYを開催                                          |
| WACK TOUR 2020 "WACK FUCKiN'PARTY"                                         | 2020年3月18日  | 東京・Zepp Tokyo                        | 新型コロナウイルス感染拡大防止により中止 無観客ライブをAbemaTVにて配信                                            |
| WACK TOUR 2022 「WACK WACK SHiT TOUR」                                     | 2022年1月27日  | 神奈川・KT Zepp Yokohama                | |
| WACK TOUR 2022 「WACK WACK SHiT TOUR」                                     | 2022年2月19日  | 宮城・仙台GIGS                          | |
| WACK TOUR 2022 「WACK WACK SHiT TOUR "SHiT Premium"」                      | 2022年2月28日  | 東京・Zepp Haneda                       | |
| BE AMBiTiOUS TOUR                                                          | 2022年8月4日   | 東京・Spotify O-EAST                    | GANG PARADEとBiSと豆柴の大群の中高生限定ツアー                                                                    |
| BE AMBiTiOUS TOUR                                                          | 2022年8月9日   | 大阪・UMEDA CLUB QUATTRO                | GANG PARADEとBiSと豆柴の大群の中高生限定ツアー                                                                    |
| BE AMBiTiOUS TOUR                                                          | 2022年8月10日  | 愛知・THE BOTTOM LINE                   | GANG PARADEとBiSと豆柴の大群の中高生限定ツアー                                                                    |
| HELL!! CLASH!! BREAK!!                                                     | 2022年8月23日  | 東京・Zepp DiverCity                    | BiSとGANG PARADEのツーマン・ライブ                                                                                |
| Even without BiSH, this is WACK                                            | 2022年11月23日 | 千葉・幕張メッセイベントホール          | |
| FUCK WATANABE TOUR                                                         | 2023年1月21日  | 北海道・PENNY LANE24                    | |
| FUCK WATANABE TOUR                                                         | 2023年1月29日  | 福岡・DRUM LOGOS                        | |
| FUCK WATANABE TOUR                                                         | 2023年2月11日  | 東京・Spotify O-EAST                    | |
| We will WACK you!! TOUR                                                    | 2023年1月22日  | 北海道・Zepp Sapporo                    | |
| We will WACK you!! TOUR                                                    | 2023年2月8日   | 東京・Zepp Haneda                       | |
| We will WACK you!! TOUR FiNAL                                              | 2023年2月26日  | 東京・日比谷野外大音楽堂                | |
| HELL!! CLASH!! BREAK!! TOUR                                                | 2023年7月3日   | 大阪・Zepp OsakaBayside                 | BiSとGANG PARADEのツーマン・ライブ                                                                                |
| HELL!! CLASH!! BREAK!! TOUR                                                | 2023年7月4日   | 愛知・Zepp Nagoya                       | BiSとGANG PARADEのツーマン・ライブ                                                                                |
| HELL!! CLASH!! BREAK!! TOUR                                                | 2023年7月6日   | 神奈川・KT Zepp Yokohama                | BiSとGANG PARADEのツーマン・ライブ                                                                                |
| ライブナタリー presents GANG PARADE SAY HELLO! 2MAN東京                    | 2023年7月30日  | 東京・神田明神ホール                    | GANG PARADEとでんぱ組.incのツーマン・ライブ                                                                       |
| 豆柴の大群の道玄坂PARTY VOL.12〜豆ギャン～                                 | 2023年12月17日 | 東京・Spotify O-WEST                    | 豆柴の大群とGANG PARADEのツーマン・ライブ                                                                         |
| ライブナタリー presents GANG PARADE SAY HELLO! 2MAN 1部                    | 2023年12月23日 | 東京・サンリオピューロランド            | GANG PARADEとパスピエのツーマン・ライブ                                                                           |
| ライブナタリー presents GANG PARADE SAY HELLO! 2MAN 2部                    | 2023年12月23日 | 東京・サンリオピューロランド            | GANG PARADEと梅田サイファーのツーマン・ライブ                                                                     |
| GANG PARADE & KiSS KiSS presentsガールズ!! パーティー!!                    | 2023年12月24日 | 東京・サンリオピューロランド            | GANG PARADEとKiSS KiSSの女性限定公演                                                                              |
| PiZZA WACKful WORLD TOUR                                                   | 2024年1月13日  | 神奈川・CLUB CITTA'                     | |
| PiZZA WACKful WORLD TOUR                                                   | 2024年1月20日  | 宮城・仙台GIGS                          | |
| PiZZA WACKful WORLD TOUR                                                   | 2024年1月27日  | 福岡・DRUM LOGOS                        | |
| PiZZA WACKful WORLD TOUR                                                   | 2024年2月3日   | 広島・BLUE LIVE                         | |
| PiZZA WACKful WORLD TOUR                                                   | 2024年2月4日   | 香川・festhalle                         | |
| PiZZA WACKful WORLD TOUR                                                   | 2024年2月10日  | 愛知・DIAMOND HALL                      | |
| PiZZA WACKful WORLD TOUR                                                   | 2024年2月11日  | 大阪・なんばHatch                       | |
| PiZZA WACKful WORLD TOUR                                                   | 2024年2月24日  | 北海道・Zepp Sapporo                    | |
| PiZZA WACKful WORLD TOUR                                                   | 2024年3月1日   | 東京・Zepp DiverCity                    | |
| AGESTOCK2024                                                               | 2024年3月3日   | 東京・国立代々木競技場 第一体育館       | |
| KiSS PARADE                                                                | 2024年7月16日  | 東京・Spotify O-WEST                    | GANG PARADEとKiSS KiSSのツーマン・ライブ カ能セイ脱退ライブ                                                       |
| GAZE a part of WACK TOUR                                                   | 2025年2月1日   | 香川・MONSTER                           | ASPとGANG PARADEのツーマン・ライブ                                                                                |
| GAZE a part of WACK TOUR                                                   | 2025年3月12日  | 東京・Zepp DiverCity                    | ExWHYZとGANG PARADEのツーマン・ライブ                                                                             |
| GAZE a part of WACK TOUR                                                   | 2025年3月16日  | 北海道・PENNY LANE24                    | BiTE A SHOCKとGANG PARADEのツーマン・ライブ                                                                       |
| Could you still be WACKiNG TOUR                                            | 2025年1月11日  | 東京・日比谷野外大音楽堂                | |
| Could you still be WACKiNG TOUR                                            | 2025年1月19日  | 宮城・SENDAI GIGS                       | |
| Could you still be WACKiNG TOUR                                            | 2025年3月22日  | 大阪・なんばHatch                       | |
| Could you still be WACKiNG TOUR                                            | 2025年3月30日  | 愛知・Zepp Nagoya                       | |
| AGESTOCK2025                                                               | 2025年3月2日   | 東京・国立代々木競技場 第一体育館       | |
| GANG PARADE & WESS presents「NORTH PARADE」                                | 2025年7月26日  | 北海道・PENNY LANE24                    | GANG PARADEとタイトル未定のツーマン・ライブ                                                                       |
| GANG PARADE Presents「品行方正」                                           | 2025年8月9日   | 東京・神田スクエアホール                | GANG PARADEとNEO JAPONISM、INUWASI、PIGGS、MyDearDarlin'、RAViDAVi、AsIs、feelNEOのツーマン・ライブ               |
| GANG PARADE with GANG BOYZ presents「THE GANG PARADE RISES Z」             | 2025年8月21日  | 東京・Spotify O-WEST                    | |

### イベント

#### 2014年
- 8月2日・3日 – TOKYO IDOL FESTIVAL 2014（東京・お台場・青海特設会場）
- 10月4日 – T-Palette Records 感謝祭 2014[144]（大阪・松下IMPホール）
- 12月13日 – T-Palette Records 感謝祭 2014[144]（東京・品川ステラボール）

#### 2015年
- 8月1日・2日 – TOKYO IDOL FESTIVAL 2015（東京・お台場・青海特設会場）※8月2日は出演キャンセル[145]
- 12月20日 – T-Palette Records 感謝祭 2015〜今年新しく出来たyouthsource recordsも箱レコォズの面々も出るよ、もちろんTパレアームレスリング大会も開催!!年末大大感謝祭!!〜[146]（東京・新宿BLAZE）

#### 2016年
- 2月9日 – 緊急開催!2/9（ニク）の日特別企画! 〜お肉にまつわるエトセトラ〜[147]（東京・新宿LOFT）
- 8月5日・6日・7日 – TOKYO IDOL FESTIVAL 2016（東京・お台場・青海特設会場）
- 10月29日 – ギュウ農フェス in 白鷗祭（白鷗大学・本キャンパス）、ギュウ農フェス前夜祭〜リリカルおとめギャング3マン!〜（栃木・ヘブンズロック宇都宮）
- 10月30日 – オリオンスクエア10周年記念事業 ギュウ農フェス in うつのみや（栃木・オリオンスクエア他5ヶ所）

#### 2017年
- 1月22日 – TOWER RECORDS presents ザ・感謝祭2017新春[148]（品川ステラボール）※タワーレコードが運営する5つのレーベルによる合同イベント。T-Palette Recordsより出演。
- 12月8日 – 「WACKのフェス。」（東京・Zepp DiverCity TOKYO）※所属事務所であるWACKによる主催イベント[149]

#### 2018年
- 3月8日 – 「でらWACKのフェス。powered by BOMBER-E」（名古屋・DIAMOND HALL）※WACK/メ〜テレ主催イベント
- 3月27日 – 「EVOLUTION POP! Vol.31 BiS×GANG PARADESPECIAL 2MAN SHOW!」（東京・TSUTAYA O-WEST）※BiSとGANG PARADEのツーマン・ライブ[150]
- 10月3日 – 「タワーレコード新宿店20周年祭×WACK スペシャルライブ」（東京・新宿LOFT）※出演者：BiS1st / BiS2nd / GANG PARADE[151]
- 10月3日 – BiS&GANG PARADE LIVE in 島根大学 大学祭2018
- 11月26日・27日・28日 – WACK & LSN PRESENTS CHAOS PARTY -THiS iS BLACK BOX-（東京・高田馬場AREA）※GANG PARADEは26日の出演
- 12月23日 – コラソンロキシーvol.2 WACKスペシャル（静岡・LIVE ROXY SHIZUOKA）※GANG PARADEとEMPiREとWAggのスリーマン・ライブ

#### 2019年
- 1月3日 – WACKなりの甲子園（東京・マイナビBLITZ赤坂）※所属事務所であるWACKのアイドルだけによるライブ

#### 2020年
- 1月3日 – WACKなりの甲子園（東京・マイナビBLITZ赤坂）※所属事務所であるWACKのアイドルだけによるライブ

#### 2022年
- 4月29日 – 春のWACK祭り IN 城島高原2022（大分・城島高原パーク ウッドパワースタジアム）
- 8月15日・16日 - 『ギャンパレ 真夏の2マンスペシャル！』〜2DAYS〜（東京・新宿LOFT）
- 10月14日 - ガクテンソク奥田presents～GANG PARADE in なんばグランド花月～（大阪・なんばグランド花月）

#### 2024年
- 1月12日 - ガクテンソク奥田presents～GANG PARADE vs ルミネtheよしもと～（東京・ルミネtheよしもと）

## 舞台

### PARCOプロデュース2019「プレイハウス」
- 東京公演：東京芸術劇場 プレイハウス（2019年8月25日〜9月1日）[66]
- 大阪公演：森ノ宮ピロティホール（2019年9月28日）[66]